# Marc Jackson
Marc Anthony Jackson (Filadelfia, Pensilvania, 16 de enero de 1975) es un exjugador de baloncesto que jugó siete temporadas en la NBA. Con 2,08 metros de estatura, jugaba en la posición de pívot.

## Carrera
Procedente de la Universidad de Temple, donde promedió 16.1 puntos y 9 rebotes, Jackson fue seleccionado en la 37ª posición del Draft de la NBA de 1997 por Golden State Warriors, aunque no jugaría en la liga hasta el año 2000. En ese tiempo jugó en la Liga ACB, en el Lobos Cantabria.
Debutó en la temporada 2000-01 en la NBA, siendo elegido ese año en el mejor quinteto de rookies tras promediar 13.2 puntos y 7.5 rebotes. En febrero de 2002 fue traspasado a Minnesota Timberwolves, donde jugó una temporada y media. En 2003 firmó con Philadelphia 76ers. En el verano de 2005 fue traspasado a New Jersey Nets, y en la 2005-06 a New Orleans/Oklahoma City Hornets.
En septiembre de 2009 se incorpora a la disciplina del Xacobeo Blu:Sens de la liga ACB para posteriormente, en febrero de 2010, abandonar el equipo al tiempo que anunciaba su retirada.

## Trivia
- Su padre, John Atkins, fue cantante con Harold Melvin & the Blue Notes.
- Tiene un hermano pequeño llamado Basil.
- Su grupo musical favorito es Linkin Park.